# Benaoján (kommunhuvudort)
Benaoján är en kommunhuvudort i Spanien.   Den ligger i provinsen Provincia de Málaga och regionen Andalusien, i den södra delen av landet, 400 km söder om huvudstaden Madrid. Benaoján ligger 558 meter över havet och antalet invånare är 1 661.
Terrängen runt Benaoján är huvudsakligen kuperad. Benaoján ligger nere i en dal. Runt Benaoján är det glesbefolkat, med 12 invånare per kvadratkilometer. Närmaste större samhälle är Ronda, 8,0 km öster om Benaoján. 